# Dodatki do betonu
Dodatek do betonu – drobnoziarnisty składnik dodawany podczas procesu wykonywania mieszanki betonowej w celu poprawy właściwości mieszanki betonowej lub uzyskania specjalnych parametrów stwardniałego betonu. Dodatek może, lecz nie musi być zawarty w samym cemencie. W przeciwieństwie do domieszki jego zawartość względem masy cementu przeważnie przekracza 5% i w przeliczeniach obliczeniowych należy go uwzględniać. W polskiej normie wyszczególniony jest podział dodatków na:
- prawie obojętne (typ I)
- o właściwościach pucolanowych lub utajonych właściwościach hydraulicznych(typ II )

## Klasyfikacja dodatków
Typ I (prawie obojętne) – zwiększają one objętość zaczynu, co poprawia urabialność i szczelność mieszanki betonowej. Najpopularniejszymi dodatkami tego typu są różnego rodzaju mączki kamienne, pochodzące ze skał wapiennych i kwarcowych. Przykładowe dodatki typu I to:
- wypełniacze mineralne,

- barwniki.

Typ II – modyfikują one właściwości mieszanki betonowej lub betonu w zależności od dodatku, jaki został użyty. Najpopularniejsze dodatki typu II to:
- popioły lotne,
- pyły krzemionkowe,
- mielony żużel wielkopiecowy.

Najpopularniejszymi w budownictwie dodatkami typu II są popioły lotne oraz pyły krzemionkowe. Poza wieloma korzystnymi cechami, jakie wykazują, posiadają one właściwości pucolanowe, czyli są zdolne do reagowania
z wapnem w środowisku wodnym w normalnej temperaturze i przy normalnym ciśnieniu.

## Popiół lotny
Popiół lotny – drobnoziarnisty pył, składający się głównie z kulistych, zeszklonych ziaren, otrzymywany przy spalaniu pyłu węglowego. Ze względu na różne rodzaje węgla i typy kotłów posiada on zróżnicowaną jakość i dlatego bardzo często przed użyciem materiał ten poddawany jest procesom uszlachetniania np. separacji, sortowaniu czy rozdrabnianiu. W składzie chemicznym przeważają tlenki krzemu, glinu, żelaza i wapnia. Ze względu na użyte składniki rozróżnia się popioły lotne:
- glinowo-krzemianowe (przeważająca zawartość krzemionki),
- krzemianowo-glinowe (przeważająca zawartość glinu),
- siarczanowo-wapniowe.

## Pył krzemionkowy
Pył krzemionkowy – tak zwana mikrokrzemionka, powstająca jako produkt uboczny otrzymywany podczas produkcji krzemu metalicznego i stopów żelazokrzemowych w piecach łukowych. Mikrokrzemionka składa się
z niezwykle drobnych cząsteczek pyłu, które można przyjąć za średnio 100- krotnie mniejsze od średniego wymiaru ziarna cementu. Ze względów technicznych pył krzemionkowy dostarczany jest w postaci zagęszczonej, jako mikrogranulki stanowiące aglomeraty pojedynczych cząstek.
Mikrokrzemionka jest bardzo ważnym dodatkiem do betonów szczelnych. Zastąpienie 15% cementu mikrokrzemionką kilkudziesięciokrotnie zwiększa szczelność betonu, co jest trudne do osiągnięcia innymi metodami. Dodatkowo następuje zwiększenie wytrzymałości na ściskanie o 20% oraz trzykrotne zmniejszenie nasiąkliwości. Dodawanie mikrokrzemionki wiąże się jednak ze spadkiem konsystencji, co powoduje, że świeża mieszanka betonowa staje się trudno urabialna. Zapobiec temu zjawisku można poprzez dodanie superplastyfikatora. Warto jednak zwrócić uwagę, że superplastyfikator nie może być stosowany bezkrytycznie, szczególnie
w betonach mikrokrzemionkowych ze względu na jego negatywny wpływ na wytrzymałość.